# Münchner Waisenhaus

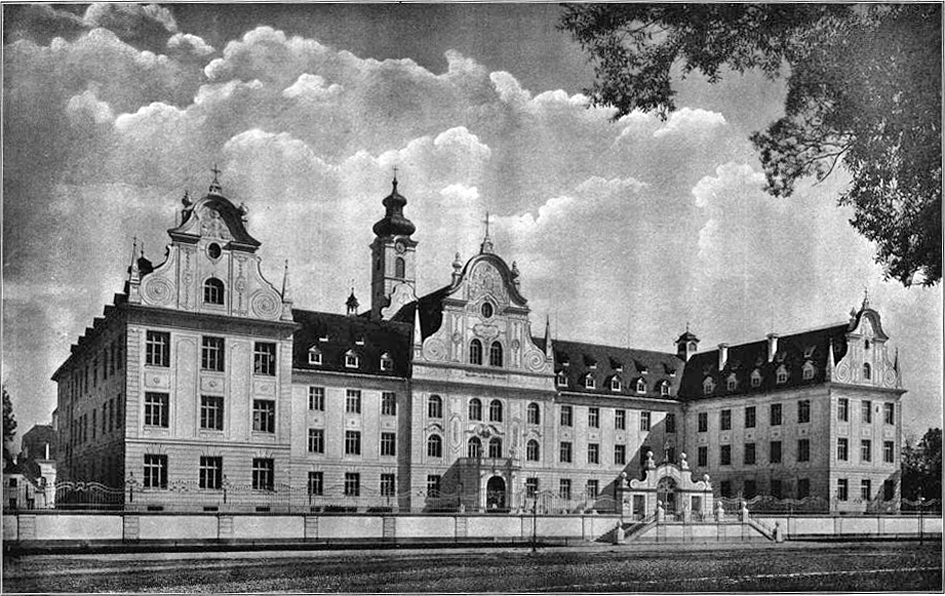
Münchner Waisenhaus, erbaut von Hans Grässel, 1896/99 (Aufnahme: 1903)

Das Münchner Waisenhaus entstand aus der Zusammenlegung von drei Münchner Waisenhäusern; sein Träger ist seit 1809 die Waisenhausstiftung München. Die Einrichtung war in den 1950er-Jahren wegweisend für die Heimpädagogik. Das Münchner Waisenhaus ist eine Einrichtung der modernen Kinder- und Jugendfürsorge.

## Anfänge
Die Anfänge des Waisenhauses der Stadt München gehen bis auf das 17. Jahrhundert zurück. Im Jahre 1615 ließ Kurfürst Maximilian I. für die Waisen der Hofbediensteten das Hofwaisenhaus errichten. 1625 wurde das Bürgerwaisenhaus ins Leben gerufen. Diesem folgte im Jahre 1742 das Waisenhaus ob der Au. Die Kinder dieser Anstalten mussten sich ihren Lebensunterhalt selbst erarbeiten oder erbetteln, den Rest zahlte notgedrungen das Hofzahlamt. 1809 wurden die drei Einrichtungen vereinigt. Die Stadtverwaltung bestimmte das Waisenhaus ob der Au zum sogenannten Depotwaisenhaus oder Einlieferungswaisenhaus, das 1819 in die Findlingsstraße verlegt wurde. Da es schwierig war, geeignete Waisenpfleger zu finden, wurde das Haus 1861 dem Orden der Englischen Fräulein zur Betreuung übergeben. Die Übernahme der Anstaltsleitung bedeutete für den Orden der Englischen Fräulein einen Prestigegewinn, wodurch er seinen Einfluss im städtischen Bereich ausweiten konnte. Im Laufe der Zeit wurde das Städtische Waisenhaus München zu einer katholischen Anstalt, nichtkatholische Kinder wurden nicht aufgenommen.
Das städtische Waisenhaus übersiedelte am 7. Oktober 1899 nach Neuhausen in ein nach dem Stil altbayerischer Barockklöster errichtetes Gebäude, am östlichen Ende des Nymphenburger Kanals in der Waisenhausstraße 20 gelegen. Architekt war Hans Grässel. 240 Kinder fanden Aufnahme. Die Anstaltsführung wurde einem Waisenpfleger und dessen Ehefrau übertragen. Die pädagogische Leitung hatte ein geistlicher Inspector inne, welcher nebstbei den Religionsunterricht ertheilte und für die Hauskapelle gestifteten Messen zu applizieren hatte. Am 22. Dezember 1899 besichtigte Prinzregent Luitpold von Bayern die Einrichtung.
Das neue Haus war ein Muster der Anstaltserziehung alter Prägung: Mädchen und Buben, gleich gekleidet und frisiert, wurden streng getrennt, Schlafsäle mit 40 Betten und mehr in Reih und Glied, die Zöglinge hatten ihren Vorgesetzten einschließlich allen Ordensmitgliedern Ehre, Liebe und Gehorsam zu erweisen. Aufgenommen wurden nur Kinder, die ihr Zuhause verloren hatten, keine verwahrlosten, unehelichen und minderbegabte.
Das Waisenhaus wurde immer wieder mit Spenden und Stiftungen bedacht. Einer der großzügigsten Spender war Simon von Eichthal. Als sich der Kaiser von Brasilien, Peter I., am 24. November 1829 mit Amélie von Leuchtenberg vermählte, gedachte das Paar auf edelmütige Weise dem Waisenhaus und seiner weiblichen Zöglinge. Die hohen Herrschaften errichteten 1830 eine Stiftung mit einem Kapital von 40.000 Gulden, wonach jährlich vier Mädchen (zwei durch Los, zwei durch die Verwaltung des Herzoglichen Hauses Leuchtenberg bestimmt) Aussteuerbeträge von je 500 Gulden bekommen sollten.
Während der Zeit der NS-Diktatur versuchte der damalige Heimleiter, der Mitglied der NSDAP war, die wirtschaftliche und pädagogische Führung der Anstalt mehr und mehr dem Einfluss des Ordens der Englischen Fräulein zu entziehen. Schließlich schränkte eine 1935 erlassene Dienst- und Verwaltungsordnung den Einflussbereich der Nonnen stark ein. Ihnen blieb lediglich die Verantwortung für die Führung der Hauswirtschaft sowie der Pflegearbeit und Fürsorge im Haus, ferner die pädagogische Verantwortung für die Mädchen. Die Erziehung der Kinder unterlag ganz der nationalsozialistischen Ideologie. Demzufolge durften auch nur gutgeartete Kinder deutschen und artverwandten Blutes aufgenommen werden.
Am 11. und 13. Juli 1944 wurde das Waisenhaus bis auf den linken Flügel, den Knabentrakt, durch Bombenangriffe weitestgehend zerstört. Dabei kamen elf Ordensfrauen und zwanzig Passanten, die dort Schutz gesucht hatten, ums Leben. Heimkinder waren nicht unter den Opfern, da diese nach Bad Wiessee evakuiert waren.

## Reform der Anstaltserziehung
September 1945 übernahm Andreas Mehringer die Leitung (bis 1969) des Hauses. Es übersiedelte Ende März 1946 von Bad Wiessee in das Bäckerwaldheim in Gräfelfing, am Rande der Stadt München. Im März und November 1948 konnten die Kinder und ihre Betreuer wieder an den angestammten Platz in München zurückkehren. Zwei gestiftete Baracken und der notdürftig hergestellte Nordflügel des zerstörten Hauses boten Unterkunft.
Der neue Heimleiter nutzte die Chance der Ruine und wagte auf dem Gelände des ehemaligen Anstaltsbaus einen Neubau mit mehreren abgetrennten Wohnungen. Für die Ausstattung gewann er Charles Crodel, der mit Mosaik verkleidete Raumstützen und eine keramische Wand mit Fabelmotiven beitrug.
Hier sollte die bisher geltende Erziehung, die von Zucht und Ordnung geprägt war, der Vergangenheit angehören. Andreas Mehringer verzichtete auf eine geschriebene Heimordnung, da sie seiner Meinung nach gefährlich, atmosphäre-tötend sei. Der neue Heimleiter postulierte als wesentliches Elemente der Reform der bisherigen Anstaltserziehung:
- Verkleinerung der Gruppengröße
- alters- und geschlechtsgemischte Gruppen (Koedukation)
- familienähnliche Strukturen
- eigenständige Gruppen
- gute personale Besetzung
- eine feste Bezugsperson für die Kinder (Gruppenmutter)
- Aufnahme finden nicht nur Waisenkinder, auch uneheliche, minderbegabte, streunende und verwahrloste Kinder[7]

Schnell avancierte das Münchner Waisenhaus mit seinem Familienprinzip zum Vorbild der Heimerziehung im deutschsprachigen Raum und sorgte seinerzeit für Furore. Die Pädagogen Elisabeth Rotten, Hans Zulliger, Paul Moor und Alfred Nitschke waren voll des ermutigenden Zuspruchs. Aber kritische Gegenstimmen bezeichneten Mehringers Konzept der familiären Erziehung als extremen Radikalismus, als alten Traum, den Anstaltspädagogen schon lange träumen. Manche sehen heute in Mehringers familienorientierter Heimpädagogik nicht mehr als eine Umsetzung des NSV-Jugendheimstättenkonzepts, unter Aussparung der ursprünglich darin enthaltenen rassistischen Komponenten.

## Gegenwart
Das Konzept der Nachkriegszeit erwies sich spätestens Ende der 1980er/Anfang der 1990er Jahre als nicht mehr zeitgemäß. Es erfolgte in einem langjährigen Prozess eine pädagogisch-konzeptionell, organisatorisch und wirtschaftlich grundlegende Modernisierung der Einrichtung.
Das Waisenhaus München ist heute eine Einrichtung der modernen Kinder- und Jugendfürsorge, mit heilpädagogischem Auftrag. Einen Schwerpunkt in der Betreuung der anvertrauten Kinder und Jugendlichen bildet die traumapädagogische Ausrichtung. Durch zahlreiche Fort- und Weiterbildungen in Zusammenarbeit mit traumapädagogischen Fortbildungsinstituten und einem E-Learningangebot der Universität Ulm (in Kooperation mit der Universität Basel) werden die Mitarbeiter dazu befähigt.
Aktuell ist die Einrichtung aufgegliedert in 4 Fachbereiche, den Fachdienst (bestehend aus Psychologen, Heilpädagogen, Medienpädagogen und sozialpädagogischer Elternbegleitung) und den Zentralbereich, sowie die Verwaltung. Das Münchner Waisenhaus verfügt aktuell über 138 Plätze, aufgeteilt auf drei Inobhutnahmestellen, zwei Übergangswohngruppen, zwei Außenwohngruppen in den Stadtteilen Laim und Fürstenried, zwei heilpädagogischen Tagesgruppen, sieben heilpädagogischen Wohngruppen und das intensiv-/sozialpädagogisch betreute Wohnen. Aufnahme finden Kinder und Jugendliche, die sich in schwierigen Lebenssituationen befinden und deren Eltern zeitweise oder länger nicht in der Lage sind, ihre Erziehung und Versorgung zu sichern.
Seit 1949 besteht der Verein Freunde der Waisenkinder, der von Andreas Mehringer unter dem Namen Verein Freunde ehemaliger Heimkinder e.V. ins Leben gerufen wurde.

## Kritik
Seit ca. 2010 vermehren sich die Vorwürfe ehemaliger Waisenhauskinder, die das Heim schwerer körperlicher Züchtigungen bis weit in die 1970er-Jahre hinein beschuldigen. Diesbezüglich schreibt Rädlinger u. a.:
Heimleiter Bahr wird von allen Befragten als einigermaßen ausgeglichen geschildert; er schlug ebenfalls zu, aber 'zu Mehringers Zeiten war es schlimmer'. In einigen Ehemaligen weckt allerdings der Name des Erziehers N. keine guten Erinnerungen. Sie verbinden auch mit ihm Gewalttätigkeit gegenüber den von ihm betreuten Kindern sowie Schikanen und sogar Übergriffe gegenüber Praktikantinnen... Erzieher N. wird dazu beschuldigt, sich an Jugendlichen und wohl auch Kindern vergriffen zu haben („Kinderficker“);... Mehringer, wird dies von zwei Personen auf nicht ganz eindeutige Weise ebenfalls angelastet.